# Adad-ahu-iddina
Adad-ahu-iddina, Adad-aha-iddina, Adad-ahu-iddin, Adad-aha-iddin (akad. Adad-aḫu-iddina, Adad-aḫa-iddina, Adad-aḫu-iddin, Adad-aḫa-iddin, w transliteracji z pisma klinowego zapisywane m10-PAP-AŠ, tłum. „Adad dał brata”) – wysoki dostojnik za rządów asyryjskiego króla Adad-nirari II (911-891 p.n.e.); zgodnie z asyryjskimi listami i kronikami eponimów pełnił w 897 r. p.n.e. urząd limmu (eponima). W jednej z inskrypcji Adad-nirari II, datowanej na 909 r. p.n.e., król ten wyznacza Adad-ahu-iddinę, noszącego tytuł „zarządcy miasta” (ša muḫḫi-āli, zapisywane ša UGU URU) oraz Gabbija-ana-Aszura, gubernatora prowincji Aszur, do sprawowania nadzoru nad naprawą licowania muru nabrzeża portowego w Aszur. Inna inskrypcja Adad-nirari II wspomina z kolei, iż za eponimatu Adad-ahu-iddiny, który samemu nosi już tytuł gubernatora prowincji Aszur (šakin Libbi-āli, zapisywane šà-kìn URU.ŠÀ-URU), miała miejsce piąta wyprawa wojenna do kraju Hanigalbat.